# 45-я параллель северной широты
45-я параллель северной широты — широта, которая равна 45 градусов севернее экватора Земли. Она пересекает Европу, Азию, Тихий океан, Северную Америку и Атлантический океан. 45-ю параллель называют «золотой параллелью», «золотой линией», «линией жизни», «параллелью вина» и «параллелью астрономов».
Параллель равноудалена в градусной мере от экватора и северного полюса. Расстояние же от этих мест немного разнится (из-за того что Земля имеет форму геоида, а не шара) и составляет примерно по 5 тысяч км в каждую сторону (расстояние до северного полюса немного больше, чем расстояние до экватора). На этой широте Солнце видно в течение 15 часов, 37 минуты в течение летнего солнцестояния и 8 часов, 46 минуты во время зимнего солнцестояния.
45-я параллель образует климатический пояс, наиболее благоприятный для выращивания винограда, и, как следствие виноделия. Некоторые французские виноградники, расположенные на «золотой параллели», делают вина, которые считаются одними из лучших в мире. Параллель проходит через винодельческие регионы Бордо, Фронсак, Помероль, Сент-Эмильон и Кот-дю-Рон. В соседней Италии она проходит через винодельческие регионы Пьемонт, Ломбардию и Венето. В Хорватии, Румынии, на Кавказе, в Китае, Японии и в американском штате Орегон параллель также проходит по винодельческим регионам. В более широком смысле этот пояс простирается от 40-й до 50-й параллели, при этом «золотая линия» делит широты на «северные» более благоприятные для производства белого вина, и «южные» — для красного.
В южном полушарии аналогичной линией, с той разницей что расстояние берётся для южного полюса вместо северного, является 45-я параллель южной широты, которая проходит через Индийский, Тихий и Атлантический океаны, Южную Америку и Новую Зеландию.
На 45-й параллели установлено множество знаков, указывающих параллель на местности. Первый из таких знаков установлен правительством в Перри (штат Мэн) в 1896 году. 45-я параллель изображена на гербе и флаге Ставропольского края.
45-я параллель определяет границу между американскими штатами Монтана и Вайоминг. Также изначально определяла границу между французскими и британскими колониями, а впоследствии границу между США (штаты Нью-Йорк и Вермонт) и Канадой (провинция Квебек). Однако из-за неточности демаркации на местности пограничные знаки в 1772 году были установлены немного севернее. Также 45-я параллель изначально обозначала северную границу колонии Виргиния.
45-я параллель была принята Международным бюро мер и весов в 1887 году как широта, на которой ускорение свободного падения на уровне моря равно стандартному (g0 = 9,80665 м/с2):
Значение этого стандартного ускорения, обусловленного силой тяжести, равно ускорению, обусловленному силой тяжести в Международном Бюро (у здания Бретейского павильона), делённому на 1,0003322, теоретический коэффициент, необходимый для пересчёта к широте 45° на уровне моря.

## География
Начиная с нулевого меридиана и направляясь на восток, 45-я параллель северной широты проходит через:
| Координаты                 | Страна, территория или море | Заметки |
| -------------------------- | --------------------------- | --- |
| 45°00′ с. ш. 0°00′ в. д.   | Франция                     | |
| 45°00′ с. ш. 6°44′ в. д.   | Италия                      | |
| 45°00′ с. ш. 12°27′ в. д.  | Адриатическое море          | Венецианский залив |
| 45°00′ с. ш. 13°44′ в. д.  | Хорватия                    | Пересекает Сень |
| 45°00′ с. ш. 15°46′ в. д.  | Босния и Герцеговина        | |
| 45°00′ с. ш. 18°44′ в. д.  | Хорватия                    | |
| 45°00′ с. ш. 19°06′ в. д.  | Сербия                      | |
| 45°00′ с. ш. 21°24′ в. д.  | Румыния                     | |
| 45°00′ с. ш. 29°38′ в. д.  | Чёрное море                 | |
| 45°00′ с. ш. 33°36′ в. д.  | Крым                        | Проходит по северным окраинам Симферополя и через гору Клементьева, где установлен памятный знак. На параллели находятся Свято-Никольский храм в Мазанке, Троицкий собор Топловского монастыря и монастырь Сурб-Хач                                                                               |
| 45°00′ с. ш. 35°23′ в. д.  | Чёрное море                 | Феодосийский залив |
| 45°00′ с. ш. 35°50′ в. д.  | Крым                        | мыс Чауда |
| 45°00′ с. ш. 35°51′ в. д.  | Чёрное море                 | |
| 45°00′ с. ш. 37°13′ в. д.  | Россия                      | Краснодарский край (пересекает Краснодар и Армавир, где установлены памятные знаки), Адыгея, Ставропольский край (в том числе Ставрополь, где по параллели названа улица, была создана топиарная композиция посвящённая параллели и установлена отметка на пересечении с 42 меридианом), Калмыкия |
| 45°00′ с. ш. 47°15′ в. д.  | Каспийское море             | |
| 45°00′ с. ш. 51°04′ в. д.  | Казахстан                   | Мангистауская область |
| 45°00′ с. ш. 56°00′ в. д.  | Узбекистан                  | Каракалпакстан — включая бывший остров Возрождения в Аральском море |
| 45°00′ с. ш. 59°50′ в. д.  | Казахстан                   | Кызылординская область Туркестанская область Жамбылская область Алматинская область |
| 45°00′ с. ш. 80°02′ в. д.  | Китай                       | Синьцзян-Уйгурский автономный район — включая точку 45×90 |
| 45°00′ с. ш. 93°13′ в. д.  | Монголия                    | Говь-Алтай Баянхонгор Уверхангай Дундговь Дорноговь |
| 45°00′ с. ш. 111°46′ в. д. | Китай                       | Внутренняя Монголия |
| 45°00′ с. ш. 112°31′ в. д. | Монголия                    | Сухэ-Батор |
| 45°00′ с. ш. 114°07′ в. д. | Китай                       | Внутренняя Монголия Гирин Хэйлунцзян |
| 45°00′ с. ш. 131°30′ в. д. | Россия                      | Приморский край — проходит через озеро Ханка |
| 45°00′ с. ш. 136°37′ в. д. | Японское море               | |
| 45°00′ с. ш. 141°41′ в. д. | Япония                      | Хоккайдо (в том числе Хоронобе) |
| 45°00′ с. ш. 142°32′ в. д. | Охотское море               | |
| 45°00′ с. ш. 147°31′ в. д. | Итуруп                      | |
| 45°00′ с. ш. 147°59′ в. д. | Тихий океан                 | |
| 45°00′ с. ш. 124°01′ з. д. | США                         | Пересекает Миннеаполис и озера Мичиган и Гурон, включает точку 45×90 |
| 45°00′ с. ш. 81°27′ з. д.  | Канада                      | Онтарио, в том числе озеро Гурон |
| 45°00′ с. ш. 74°54′ з. д.  | США                         | Нью-Йорк — около 10 км |
| 45°00′ с. ш. 74°46′ з. д.  | Канада                      | Онтарио, Квебек |
| 45°00′ с. ш. 73°54′ з. д.  | США                         | Нью-Йорк |
| 45°00′ с. ш. 67°04′ з. д.  | Пассамакводди               | |
| 45°00′ с. ш. 67°00′ з. д.  | Канада                      | |
| 45°00′ с. ш. 66°57′ з. д.  | Фанди                       | Территориальные воды Канады |
| 45°00′ с. ш. 65°10′ з. д.  | Канада                      | Новая Шотландия (в том числе Порт-Джордж) |
| 45°00′ с. ш. 61°57′ з. д.  | Атлантический океан         | |
| 45°00′ с. ш. 1°12′ з. д.   | Франция                     | Аквитания — Бордо (пересекает Лакано-Осеан) |